# František Ondřich
František Ondřich (26. listopadu 1929 Krasetín – 28. srpna 1998) byl český a československý politik Komunistické strany Československa a poslanec Sněmovny lidu Federálního shromáždění za normalizace.

## Biografie
Pocházel z dělnické rodiny. Absolvoval mešťanskou školu a pracoval jako dělník. Členem KSČ se stal roku 1948. V roce 1958-1961 studoval na Vysoké stranické škole při ÚV KSČ. V letech 1962-1965 byl vedoucím zemědělského oddělení při Krajském výboru KSČ pro Jihočeský kraj. Jeho politická kariéra vyvrcholila koncem 60. let a za normalizace. V letech 1966-1969 byl vedoucím tajemníkem Okresního výboru KSČ v Českém Krumlově a zároveň od dubna 1966 do května 1968 a znovu od října 1969 do dubna 1971 členem předsednictva Krajského výboru KSČ v Jihočeském kraji. Pak přešel na celostátní stranickou úroveň. V letech 1970-1971 působil jako vedoucí politicko-organizačního oddělení Ústředního výboru Komunistické strany Československa. Členem Ústředního výboru Komunistické strany Československa byl kooptován k 30. lednu 1971. XIV. sjezd KSČ ho ve funkci potvrdil. XV. sjezd KSČ, XVI. sjezd KSČ a XVII. sjezd KSČ ho zvolil za člena Ústřední kontrolní a revizní komise KSČ. Kromě toho v období květen 1971 - duben 1976 působil jako člen sekretariátu ÚV KSČ, a od prosince 1971 do dubna 1976 coby tajemník ÚV KSČ.
Zastával i vládní posty. Od roku 1976 až do prosince 1989 byl ministrem - předsedou Výboru lidové kontroly (druhá vláda Lubomíra Štrougala, třetí vláda Lubomíra Štrougala, čtvrtá vláda Lubomíra Štrougala, pátá vláda Lubomíra Štrougala, šestá vláda Lubomíra Štrougala a vláda Ladislava Adamce). V období let 1972-1976 zastával post člena předsednictva Ústředního výboru Národní fronty ČSSR. V roce 1974 získal Řád práce a roku 1984 Řád Vítězného února.
Dlouhodobě zasedal v nejvyšším zákonodárném sboru. Ve volbách roku 1971 zasedl do Sněmovny lidu (volební obvod č. 36 - Tábor, Jihočeský kraj). Mandát obhájil ve volbách roku 1976 (obvod Tábor), volbách roku 1981 (obvod Tábor) a volbách roku 1986 (obvod Tábor). Ve FS setrval do ledna 1990, kdy rezignoval v rámci procesu kooptace do Federálního shromáždění po sametové revoluci.
Po roce 1989 se věnoval podnikání a působil jako ředitel firmy KOMERC, s. r. o.